# Corán Amiri
El Corán Amiri o Edición Amiri (en árabe: المصحف الأميري‎ al-muṣḥaf al-ʾAmiri), Edición de El Cairo o Corán del Rey Fuad I (مصحف الملك فؤاد muṣhaf al-Malik Fuʾād) es una edición clásica del Corán, que fue impresa por la Imprenta Bulaq en el distrito de Bulaq de El Cairo el 10 de julio de 1924. Es la primera impresión con tipos de letra del sagrado libro musulmán que fue reconocida por una autoridad musulmana, la Mezquita de al-Azhar, por lo que también es conocido como Corán de Azhar.
La fabricación de este libro tomó 17 años, de 1907 a 1924, lograda con el apoyo de Fuad I de Egipto y la supervisión de los eruditos de al-Azhar. Es un hito en la historia tipográfica del árabe, y tanto en Egipto como en otros países árabes fue considerado como la versión «oficial» del Corán. La edición Amiri tuvo varias réplicas posteriores. Cada una de las «Ediciones» del Corán es llamada muṣḥaf en árabe, por eso la edición de El Cairo es llamada مصحف القاهرة muṣḥaf al-Qāhirah. También se conoce como Edición egipcia (المصحف المصري) o Edición de la Biblioteca Nacional (مصحف دار الكتب)

## Arte

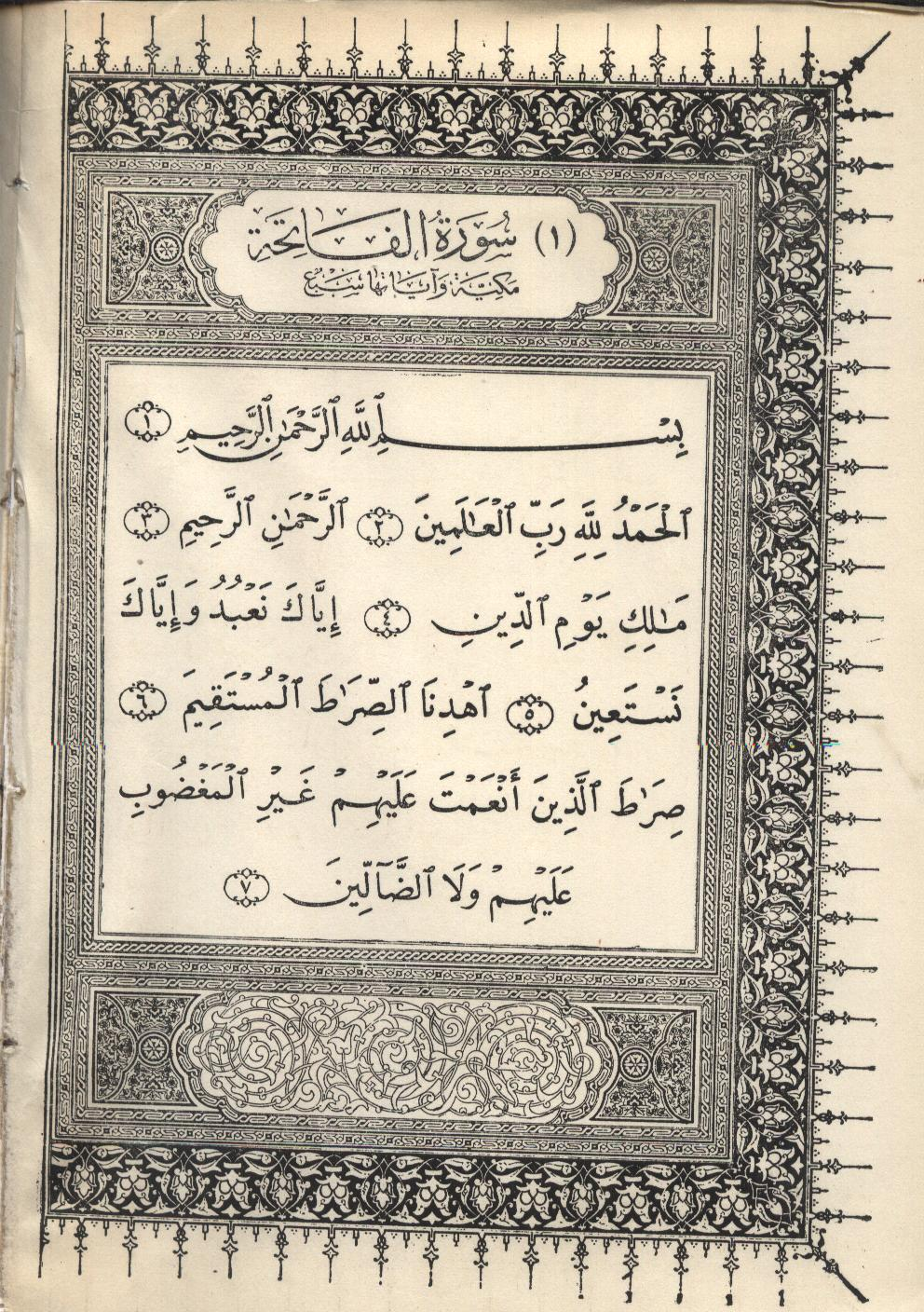
Sura 1, al-Fátiha
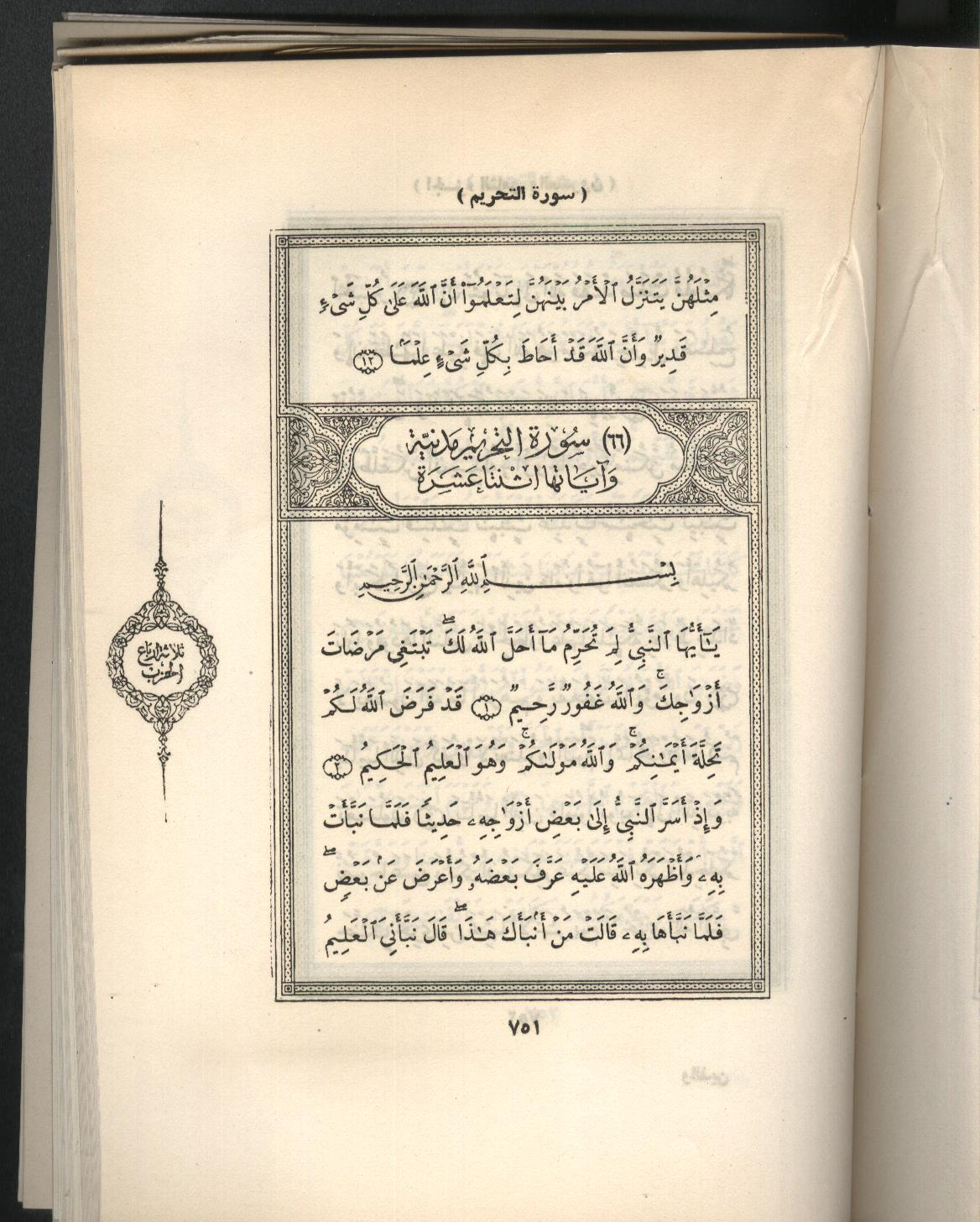
Sura 66, At-Tahrim

## Historia
Un comité de destacados profesores de la Universidad de Al-Azhar había comenzado a trabajar en el proyecto en 1907, pero no fue hasta el 10 de julio de 1924 que el Corán Amiri fue publicado por primera vez por Amiri Press bajo el patrocinio de Fuad I de Egipto, Como tal, a veces se la conoce como la «Edición Real» (amīriyya). El objetivo del gobierno del recién formado Reino de Egipto no era deslegitimar a los otros qirāʼah, sino eliminar lo que el colofón etiqueta como errores, que se encuentra en los textos coránicos utilizados en las escuelas públicas. Para hacer esto, eligieron preservar una de las catorce «lecturas» del qirāʼah, a saber, la de Hafs (m. 180/796), estudiante de 'Asim. Tras su publicación, el Corán Amiri fue un rotundo éxito que lo acabó convirtiendo en el «texto oficial del Corán», tan popular entre sunitas y chiitas que muchos opinan que la versión de El Cairo de 1924 es una «lectura única e inequívoca del Corán».  Se hicieron enmiendas menores más tarde en 1924 y en 1936: la «Edición Faruq», en honor al entonces gobernante, el Rey Faruq de Egipto. 
Las razones dadas para la abrumadora popularidad de Hafs y Asim van desde el hecho de que es fácil de recitar hasta la simple declaración de que «Dios los ha elegido». Ingrid Mattson atribuye a las ediciones producidas en por imprenta el aumento de la disponibilidad del Corán escrito, ya que permitían una producción masiva, lo cual, por otro lado, conlleva una pérdida en la cantidad o diversidad de qirāʼah. El texto escrito se ha convertido en canónico y la recitación oral ha perdido gran parte de su anterior igualdad.
El desacuerdo musulmán sobre si incluir Basmala en el texto coránico llegó a un consenso después de la edición de 1924, que lo incluyó como el primer verso (āya o aleya) del capítulo 1 del Corán (el Sura al-Fátiha) pero lo incluyó como una línea de texto sin numerar que precedía a los otros 112 capítulos relevantes. La Edición del Cairo adoptó la tradición kufana de separar y numerar los versos, y, por lo tanto, estandarizó una numeración de versos diferente a la Edición de 1834 de Flügel. Adoptó el orden cronológico de los capítulos atribuidos a Ibn Abbās, que fue ampliamente aceptado después de 1924. Una gran cantidad de Coranes anteriores a 1924 fueron destruidos arrojándolos al río Nilo.
Los miembros destacados del comité incluyeron al erudito islámico Muhammad b. 'Ali al-Husayni al-Haddad, principal lector del Corán de Egipto (Shaykh al-Maqâri). Además de Bergsträsser, Jeffery y los demás académicos o eruditos occidentales que trabajaron en Egipto durante esa era. Dejando de lado las diferencias metodológicas, la especulación alude a un espíritu de cooperación. Bergsträsser quedó ciertamente impresionado con el trabajo.